# Dalma Gálfi
Dalma Rebeka Gálfi (Veszprém, 13 agosto 1998) è una tennista ungherese.

## Biografia
Dalma Gálfi è allenata dal padre di Tímea Babos, cui poi si è aggiunta anche l'ex giocatrice Andrea Temesvári. Dal 2019, è allenata da Bastien Fazincani.
Ha iniziato a giocare a tennis all'età di cinque anni. Suo padre possedeva due campi da tennis, e di conseguenza le ha insegnato la disciplina.

## Carriera

### Junior
Durante la carriera da junior, ha vinto lo US Open 2015 - Singolare ragazze sconfiggendo in finale la statunitense Sofia Kenin in due set. Nello stesso anno, ha raggiunto anche la semifinale agli Australian Open 2015 - Singolare ragazze.
Nel doppio, ha vinto il Torneo di Wimbledon 2015 - Doppio ragazze in coppia con la connazionale Fanny Stollár sconfiggendo in finale la bielorussa Vera Lapko e la slovacca Tereza Mihalíková. Sempre in coppia con Stollár, hanno raggiunto i quarti di finale agli Open di Francia 2015 - Doppio ragazze. Ha raggiunto anche un'altra finale al Torneo di Wimbledon 2014 - Doppio ragazze insieme alla ceca Marie Bouzková, dove sono state sconfitte dalla indonesiana Tami Grende e la cinese Ye Qiuyu.
Nel dicembre 2015, Gálfi viene premiata come ITF Junior World Champion.

### Professionismo
Ha vinto 9 titoli in singolare e 10 titoli in doppio nel circuito ITF in carriera. Il 12 settembre 2022, ha raggiunto in singolare il best ranking mondiale alla posizione numero 79. Il 19 settembre 2022, ha toccato anche il best ranking in doppio al numero 126.

#### 2013-2021: Debutto, prima semifinale WTA e debutto Slam
Dalma Gálfi ha ricevuto una wildcard per l'Hungarian Grand Prix 2013, dove ha fatto il suo debutto nel WTA in doppio con Lilla Barzó, perdendo solo dalle campionesse nel doppio femminile all'Open di Francia 2011 e prime teste di serie Andrea Hlaváčková e Lucie Hradecká.
Nel luglio 2021, Dalma ha raggiunto la sua prima semifinale a livello WTA all'Hungarian Ladies Open 2021 sempre grazie ad una wildcard, arrendendosi nel penultimo atto solo al terzo set alla futura vincitrice del torneo, la kazaka Julija Putinceva.
Sei anni dopo aver conquistato il titolo junior agli US Open nel 2015, Gálfi si qualifica dopo otto tentativi, per la prima volta in carriera, in un tabellone principale di un Grand Slam proprio agli US Open, dove viene sconfitta all'esordio dalla testa di serie numero 30 Petra Martić.

#### 2022: Prima finale WTA 125, terzo turno agli US Open e Top 80
Gálfi raggiunge per la prima volta in carriera la Top 100 il 4 aprile 2022, precisamente al numero 97 dopo aver conquistato la prima vittoria in un torneo WTA 1000 a Miami. Dopo aver vinto il suo primo titolo nel circuito ITF Circuit su erba, l'Ilkley Trophy a giugno, migliora ulteriormente il ranking salendo al numero 81.
Il 10 luglio, raggiunge la sua prima finale in un WTA 125 al Grand Est Open 88, giocato a Contrexéville, dove è stata sconfitta dall'italiana Sara Errani con il punteggio di 4-6, 6-1, 6(4)-7.
Gálfi migliora nuovamente la sua classifica raggiungendo il best ranking al numero 79 il 12 settembre, dopo aver raggiunto il terzo turno in un Major per la prima volta in carriera agli US Open, dove è stata sconfitta dalla testa di serie numero 18 Veronika Kudermetova. Raggiunge il medesimo risultato anche nella disciplina del doppio, partecipando in coppia con la statunitense Bernarda Pera.

#### 2023: Terzo turno a Wimbledon
Al torneo di Linz, Gálfi raggiunge i quarti di finale dopo aver superato le qualificazioni, sconfiggendo la settima testa di serie Bernarda Pera e la wildcard Eva Lys, prima di ritirarsi in una situazione di svantaggio nel primo set dalla tennista ceca Markéta Vondroušová.
Durante il torneo di Indian Wells, accede nel tabellone principale come lucky loser e batte la numero 31 del mondo Danielle Collins, ottenendo la seconda vittoria in carriera in un WTA 1000. Viene poi sconfitta nel secondo turno dalla quinta testa di serie Caroline Garcia in tre set.
A Wimbledon, Gálfi raggiunge per la seconda volta in carriera il terzo turno e il primo in questo major, dopo aver sconfitto la ceca Linda Nosková e la tedesca Jule Niemeier. La sua corsa viene terminata dalla testa di serie numero 21 Ekaterina Aleksandrova.

#### 2024: Prima finale WTA 125 in doppio e prima semifinale WTA su erba
A Hua Hin, in Thailandia, Gálfi ha raggiunto il terzo quarto di finale della carriera partendo dalle qualificazioni, avendo la meglio sulla wildcard Ajla Tomljanovic e la quinta testa di serie Wang Xiyu. È stata poi sconfitta nel penultimo atto dalla poi vincitrice del torneo Diana Šnajder.
Il 6 aprile, Dalma raggiunge la prima finale WTA 125 in doppio all'Open Internacional Femení Solgironès, giocato a La Bisbal d'Empordà, insieme alla connazionale Tímea Babos, dove si sono ritirate prima di scendere in campo contro le ceche Miriam Kolodziejová e Anna Sisková.
Al Rosmalen Open, ha raggiunto la prima semifinale in carriera su erba e la prima da Budapest nel 2021, sempre partendo dalle qualificazioni e successivamente avendo la meglio su Arantxa Rus, la quinta testa di serie Veronika Kudermetova e Aleksandra Krunić. Ha perso il suo incontro in semifinale contro Bianca Andreescu in due set. Gálfi prosegue superando anche le qualificazioni a Wimbledon, raggiungendo di seguito il secondo turno dove è stata sconfitta dalla testa di serie numero 11 Danielle Collins.

#### 2025: Due titoli WTA 125
Il 6 aprile, raggiunge la seconda finale WTA 125 in carriera all'Open Internacional Femení Solgironès, dove viene sconfitta dalla lettone Darja Semeņistaja con il punteggio di 7-5, 0-6, 4-6.
Il 20 aprile, Dalma si aggiudica il primo titolo WTA 125 in carriera in singolare all'Oeiras Ladies Open, dove ha la meglio nell'ultimo anno sulla testa di serie numero 2 Katie Volynets con il punteggio di 4-6, 6-1, 6-2.
Il 3 maggio, Gálfi si aggiudica anche il secondo titolo WTA 125 della carriera al Catalonia Open, giocato per questa edizione a Vic, dove in finale sconfigge facilmente la svizzera Rebeka Masarova con il punteggio di 6-3, 6-0. Questo risultato le permette di rientrare nelle prime 100 giocatrici della classifica mondiale.

## Circuito WTA 125

### Singolare

#### Vittorie (2)
| N. | Data           | Torneo                     | Superficie  | Avversaria in finale | Punteggio     |
| 1. | 20 aprile 2025 | Oeiras Ladies Open, Oeiras | Terra rossa | Katie Volynets       | 4-6, 6-1, 6-2 |
| 2. | 3 maggio 2025  | Catalonia Open, Vic        | Terra rossa | Rebeka Masarova      | 6-3, 6-0      |

#### Sconfitte (2)
| N. | Data           | Torneo                                       | Superficie  | Avversaria in finale | Punteggio        |
| 1. | 10 luglio 2022 | Grand Est Open 88, Contrexéville             | Terra rossa | Sara Errani          | 4-6, 6-1, 6(4)-7 |
| 2. | 6 aprile 2025  | Open Internacional Femení Solgironès, Bisbal | Terra rossa | Darja Semeņistaja    | 7-5, 0-6, 4-6    |

#### Sconfitte (1)
| N. | Data          | Torneo                                       | Superficie  | Compagna    | Avversaria in finale             | Punteggio |
| 1. | 6 aprile 2024 | Open Internacional Femení Solgironès, Bisbal | Terra rossa | Tímea Babos | Miriam Kolodziejová Anna Sisková | w/o       |

## Statistiche ITF

### Singolare

#### Vittorie (9)
| Torneo $100.000 (1) |
| Torneo $80.000 (0)  |
| Torneo $75.000 (0)  |
| Torneo $60.000 (0)  |
| Torneo $50.000 (0)  |
| Torneo $25.000 (4)  |
| Torneo $15.000 (1)  |
| Torneo $10.000 (3)  |

| N. | Data            | Torneo                                                        | Superficie  | Avversaria in finale       | Punteggio        |
| 1. | 2 novembre 2014 | Heraklion Hellenic Zeus Circuit, Candia                       | Cemento     | Julia Grabher              | 6–3, 6–0         |
| 2. | 9 novembre 2014 | Heraklion Hellenic Zeus Circuit, Candia                       | Cemento     | Valentini Grammatikopoulou | 6–2, 4–6, 7–6(4) |
| 3. | 21 marzo 2015   | ITF Women's Circuit Solarino, Solarino                        | Cemento     | Gloria Liang               | 6–4, 7–6(0)      |
| 4. | 4 ottobre 2015  | Tweed Heads Tennis International, Tweed Heads                 | Cemento     | Storm Sanders              | 6–2, 3–6, 6–1    |
| 5. | 11 ottobre 2015 | Cairns Tennis International, Cairns                           | Cemento     | Olivia Tjandramulia        | 6–4, 6(9)–7, 6–1 |
| 6. | 9 ottobre 2016  | Hutchinson Builders Toowoomba Tennis International, Toowoomba | Cemento     | Katy Dunne                 | 6–2, 6–4         |
| 7. | 5 novembre 2016 | ITF Women's Circuit Chenzhou, Chenzhou                        | Cemento     | Riko Sawayanagi            | 6–0, 6–4         |
| 8. | 20 giugno 2021  | Open Porte du Hainaut, Denain                                 | Terra rossa | Paula Ormaechea            | 5–7, 6–2, 6–4    |
| 9. | 19 giugno 2022  | Ilkley Trophy, Ilkley                                         | Erba        | Jodie Burrage              | 7-5, 4-6, 6-3    |

#### Sconfitte (6)
| Torneo $100.000 (2) |
| Torneo $80.000 (1)  |
| Torneo $75.000 (0)  |
| Torneo $60.000 (1)  |
| Torneo $50.000 (0)  |
| Torneo $25.000 (2)  |
| Torneo $15.000 (0)  |
| Torneo $10.000 (0)  |

| N. | Data              | Torneo                                                                 | Superficie  | Avversaria in finale | Punteggio        |
| 1. | 8 novembre 2016   | ITF Tokyo Ariake Open, Tokyo                                           | Cemento     | Zhang Shuai          | 6–4, 6(2)–7, 2–6 |
| 2. | 10 maggio 2019    | Torneig Internacional de Tennis Femení Solgironès, La Bisbal d'Empordà | Terra rossa | Wang Xiyu            | 6–4, 3–6, 2–6    |
| 3. | 8 marzo 2020      | MTA Open, Adalia                                                       | Terra rossa | Mayar Sherif         | 4–6, 3–6         |
| 4. | 9 maggio 2021     | I. ČLTK Prague Open, Praga                                             | Terra rossa | Jule Niemeier        | 4–6, 2–6         |
| 5. | 11 luglio 2021    | Grand Est Open 88, Contrexéville                                       | Terra rossa | Anhelina Kalinina    | 2–6, 2–6         |
| 6. | 19 settembre 2021 | Open Internacional de Valencia, Valencia                               | Terra rossa | Martina Trevisan     | 6–4, 4–6, 0–6    |

### Doppio

#### Vittorie (10)
| Torneo $100.000 (0) |
| Torneo $80.000 (0)  |
| Torneo $75.000 (0)  |
| Torneo $60.000 (0)  |
| Torneo $50.000 (0)  |
| Torneo $25.000 (7)  |
| Torneo $15.000 (0)  |
| Torneo $10.000 (3)  |

| N.  | Data              | Torneo                                                          | Superficie  | Compagna                   | Avversarie in finale                | Punteggio           |
| 1.  | 9 novembre 2014   | Heraklion Hellenic Zeus Circuit, Candia                         | Cemento     | Anna Bondár                | Martina Bašić Tena Lukas            | 4–6, 6–3, [10–8]    |
| 2.  | 14 marzo 2015     | ITF Women's Circuit Solarino, Solarino                          | Cemento     | Anna Bondár                | Sofija Kovalec' Janina Toljan       | 6–3, 6–2            |
| 3.  | 11 aprile 2016    | Heraklion Hellenic Zeus Circuit, Candia                         | Cemento     | Cristiana Ferrando         | Kseniia Bekker Raluca Șerban        | 6–4, 5–7, [14–12]   |
| 4.  | 3 ottobre 2016    | Hutchinson Builders Toowoomba Tennis International, Toowoomba   | Cemento     | Viktória Kužmová           | Gabriela Cé Tereza Mihalíková       | 6–4, 7–6(4)         |
| 5.  | 4 agosto 2018     | AEGON Pro Series Woking, Woking                                 | Cemento     | Valentini Grammatikopoulou | Emily Arbuthnott Anna Danilina      | 6–0, 4–6, [11–9]    |
| 6.  | 12 maggio 2019    | Torneo Internacional de Tenis Femenino Ciudad de Monzón, Monzón | Cemento     | Jana Fett                  | Despina Papamichail Nina Stojanović | 7–6(2), 6–2         |
| 7.  | 28 luglio 2019    | Slaskie Open, Bytom                                             | Terra rossa | Katarzyna Piter            | Maryna Černjšova Dar'ja Lodikova    | 6–4, 6–0            |
| 8.  | 28 settembre 2019 | Kaposvar Ladies Open, Kaposvár                                  | Terra rossa | Adrienn Nagy               | Anna Bondár Réka Luca Jani          | 7–6(5), 2–6, [10–3] |
| 9.  | 9 novembre 2019   | Pepperdine Oracle Pro Series, Malibù                            | Cemento     | Kimberley Zimmermann       | Lorraine M. Guillermo Anna Hertel   | 7–6(5), 6–3         |
| 10. | 18 gennaio 2020   | Daytona Beach Open, Daytona Beach                               | Terra verde | Kimberley Zimmermann       | Paula Ormaechea Prarthana Thombare  | 7–6(4), 6–2         |

#### Sconfitte (13)
| Torneo $100.000 (2) |
| Torneo $80.000 (0)  |
| Torneo $75.000 (0)  |
| Torneo $60.000 (2)  |
| Torneo $50.000 (1)  |
| Torneo $25.000 (6)  |
| Torneo $15.000 (1)  |
| Torneo $10.000 (1)  |

| N.  | Data              | Torneo                                                                 | Superficie  | Compagna                   | Avversarie in finale                           | Punteggio           |
| 1.  | 20 ottobre 2014   | Heraklion Hellenic Zeus Circuit, Candia                                | Cemento     | Anna Bondár                | Réka Luca Jani Julija Stamatova                | 4–6, 4–6            |
| 2.  | 28 settembre 2015 | Tweed Heads Tennis International, Tweed Heads                          | Cemento     | Priscilla Hon              | Kimberly Birrell Tammi Patterson               | 7–6(3), 3–6, [8–10] |
| 3.  | 16 maggio 2016    | Kurume Best Amenity International Women's Tennis, Kurume               | Erba        | Xu Shilin                  | Hsu Ching-wen Ksenija Lykina                   | 6(5)–7, 2–6         |
| 4.  | 22 agosto 2016    | Bük Open, Bük                                                          | Terra rossa | Réka Luca Jani             | Georgina García Pérez Fanny Stollár            | 3–6, 6(4)–7         |
| 5.  | 10 giugno 2017    | Open GDF SUEZ de Marseille, Marsiglia                                  | Terra rossa | Dalila Jakupovič           | Natela Dzalamidze Veronika Kudermetova         | 6(5)–7, 4–6         |
| 6.  | 3 febbraio 2018   | AEGON Pro Series Glasgow, Glasgow                                      | Cemento (i) | Katarzyna Piter            | Ysaline Bonaventure Valentini Grammatikopoulou | 5–7, 4–6            |
| 7.  | 17 marzo 2018     | Fuji Yakuhin Cup, Toyota                                               | Cemento     | Rika Fujiwara              | Choi Ji-hee Kim Na-ri                          | 2–6, 3–6            |
| 8.  | 4 maggio 2018     | Balatonboglár Ladies Open, Balatonboglár                               | Terra rossa | Ágnes Bukta                | Anna Bondár Raluca Șerban                      | 1–6, 6(2)–7         |
| 9.  | 1º settembre 2018 | NEK Ladies Open, Budapest                                              | Terra rossa | Réka Luca Jani             | Ulrikke Eikeri Elica Kostova                   | 6–2, 4–6, [8–10]    |
| 10. | 19 maggio 2019    | Torneig Internacional de Tennis Femení Solgironès, La Bisbal d'Empordà | Terra rossa | Georgina García Pérez      | Arina Rodionova Storm Sanders                  | 4–6, 4–6            |
| 11. | 7 settembre 2019  | CMG Tennis Cup, Trieste                                                | Terra rossa | Valentini Grammatikopoulou | Cristina Dinu Angelica Moratelli               | 6–4, 1–6, [8–10]    |
| 12. | 18 giugno 2021    | Open Porte du Hainaut, Denain                                          | Terra rossa | Paula Ormaechea            | Anna Danilina Valerija Strachova               | 5–7, 6–3, [4–10]    |
| 13. | 11 luglio 2021    | Grand Est Open 88, Contrexéville                                       | Terra rossa | Kimberley Zimmermann       | Anna Danilina Ulrikke Eikeri                   | 0–6, 6–1, [4–10]    |

## Grand Slam Junior

### Singolare

#### Vittorie (1)
| Tornei del Grande Slam  |
| ----------------------- |
| Australian Open (0)     |
| Open di Francia (0)     |
| Torneo di Wimbledon (0) |
| US Open (1)             |

| N. | Data              | Torneo            | Superficie | Avversaria in finale | Punteggio |
| 1. | 12 settembre 2015 | US Open, New York | Cemento    | Sofia Kenin          | 7–5, 6–4  |

### Doppio

#### Vittorie (1)
| Tornei del Grande Slam  |
| ----------------------- |
| Australian Open (0)     |
| Open di Francia (0)     |
| Torneo di Wimbledon (1) |
| US Open (0)             |

| N. | Data           | Torneo                      | Superficie | Compagna      | Avversarie in finale         | Punteggio |
| 1. | 11 luglio 2015 | Torneo di Wimbledon, Londra | Erba       | Fanny Stollár | Vera Lapko Tereza Mihalíková | 6–3, 6–2  |

#### Sconfitte (1)
| Tornei del Grande Slam  |
| ----------------------- |
| Australian Open (0)     |
| Open di Francia (0)     |
| Torneo di Wimbledon (1) |
| US Open (0)             |

| N. | Data          | Torneo                      | Superficie | Compagna       | Avversarie in finale | Punteggio   |
| 1. | 5 luglio 2014 | Torneo di Wimbledon, Londra | Erba       | Marie Bouzková | Tami Grende Ye Qiuyu | 2–6, 6(5)–7 |